# Grafton (Wisconsin)
Grafton è un comune degli Stati Uniti, situato in Wisconsin, nella Contea di Ozaukee. È bagnata dal Milwaukee.